# Morawsko-Śląska Dywizja D
Morawsko-Śląska Dywizja D w piłce nożnej – wraz z dywizjami A, B, C oraz E stanowi czwartą w hierarchii klasę rozgrywkową w Czechach. W lidze występuje 16 zespołów, a mecze rozgrywane są systemem każdy z każdym, mecz i rewanż. W całym sezonie, rozgrywanym systemem jesień-wiosna granych jest 30 kolejek. Zwycięzca rozgrywek awansuje bezpośrednio do ligi morawsko-śląskiej. Natomiast kluby, które zajęły ostatnie trzy miejsca są relegowane do niższej klasy rozgrywek. Odpowiednio są to ligi krajów ołomunieckiego, południowomorawskiego oraz wysoczyzny. Może to być również liga kraju zlińskiego.